# 杜家村 (章丘市)
杜家村，中华人民共和国山东省济南市章丘市高官寨镇所辖的一个行政村。全行政村人口105户、411人。耕地面积1570亩。行政区划代码370181114227。